# ایان جیمز کورلت
ایان جیمز کورلت (انگلیسی: Ian James Corlett) صداپیشه، تهیه‌کننده و پدیدآور اهل کانادا و بنیان‌گذار «استودیو بی پروداکشنز» است.